# Salomeus bruni
Salomeus bruni är en kräftdjursart. Salomeus bruni ingår i släktet Salomeus och familjen Alpheidae. Inga underarter finns listade i Catalogue of Life.